# Sophie Ward
Pour les articles homonymes, voir Ward.
Sophie Anna Ward (née le 30 décembre 1964 à Londres), est une actrice et autrice britannique, la fille de l'acteur Simon Ward. Elle a commencé sa carrière d'actrice en 1981.

## Biographie
Sophie Ward a deux fils de son ex-mari Paul Hobson, vétérinaire. Elle est diplômée de littérature et philosophie de l'Open University (Londres). En 1996, à la suite de sa rupture avec son mari, elle a une liaison avec une femme de lettres américano-coréenne, Rena Brannan. Leur relation a fait scandale à Londres à l'époque. L'année précédente, Sophie avait joué dans le téléfilm A Village Affair, dans lequel elle joue une femme au foyer qui s'ennuie avec son mari et le quitte pour une femme. Elle a ensuite déclaré : « C'est grâce à ce téléfilm que je suis devenue bisexuelle ». En août 2000, Sophie Ward et Rena Brannan annoncent leur union, contractent une union civile en 2005, et se marient en 2014 à Londres,. Le couple vit dans le Gloucestershire.

## Filmographie
Cinéma
- 1982 : La Loi des Seigneurs
- 1983 : Les Prédateurs
- 1985 : Little Dorit
- 1985 : Aria
- 1985 : Return To Oz
- 1985 : Le Secret de la pyramide
- 1986 : A Summer Story
- 1988 : Toscanini (Il giovane Toscanini)
- 1989 : Benevenuto Cellini
- 1990 : Seduction of a Priest
- 1991 : L'Homme d'à côté (Der Mann nebenan) de Petra Haffter : Helen Schweizer
- 1992 : Les Hauts de Hurlevent
- 1992 : Waxwork 2
- 1993 : Crime & Punishment
- 1996 : The Big Fall
- 1998 : Bela Donna
- 2000 : Dead In The Water
- 2003 : Out of Bounds
- 2009 : Book of Blood
- 2011 : David Rose ; Marianne
- 2011 : Jane Eyre : Lady Ingram

Télévision
- 1981 : Too Old To Fight
- 1987 : A Time Of Indifférence
- 1987 : Casanova de Simon Langton
- 1989 : Miss Marple (1 épisode : L'Œil de verre)
- 1989 : The Shell Seekers
- 1990 : The Strauss Dynasty
- 1991 : Class of '61
- 1991 : Events At Drimaghleen
- 1992 : A Dark Adapted Eye
- 1993 : Taking Liberty
- 1994 : Une délicate affaire (A Village Affair)
- 1994 : Véra va mourir
- 1994 : MacGyver (épisode  MacGyver : Lost Treasure of Atlantis
- 1996 : Une nounou d'enfer : Jocelyn Sheffield
- 1999 : Legacy
- 2001 : Meurtres à l'anglaise
- 2002 : Dinotopia
- 2004 : Heartbeat
- 2008 : Holby City
- 2009 : Land Girls
- 2010 : Inspecteur Lewis (1 épisode)
- 2010 : Land Girls (en)
- 2010 : Flics toujours
- 2012 : Les Arnaqueurs VIP

## Œuvres littéraires

### Roman
- (en) Love and other thought experiments, 2020

### Essai
- (en) A Marriage Proposal: The importance of equal marriage and what it means for all of us, 2014